# Vriesea minarum
Vriesea minarum là một loài thuộc chi Vriesea. Đây là loài bản địa của Brasil.